# Smithsonidrilus marinus
Smithsonidrilus marinus is een ringworm uit de familie van de Naididae. De wetenschappelijke naam van de soort is voor het eerst geldig gepubliceerd in 1966 door Brinkhurst.